# Feijão de Sorana

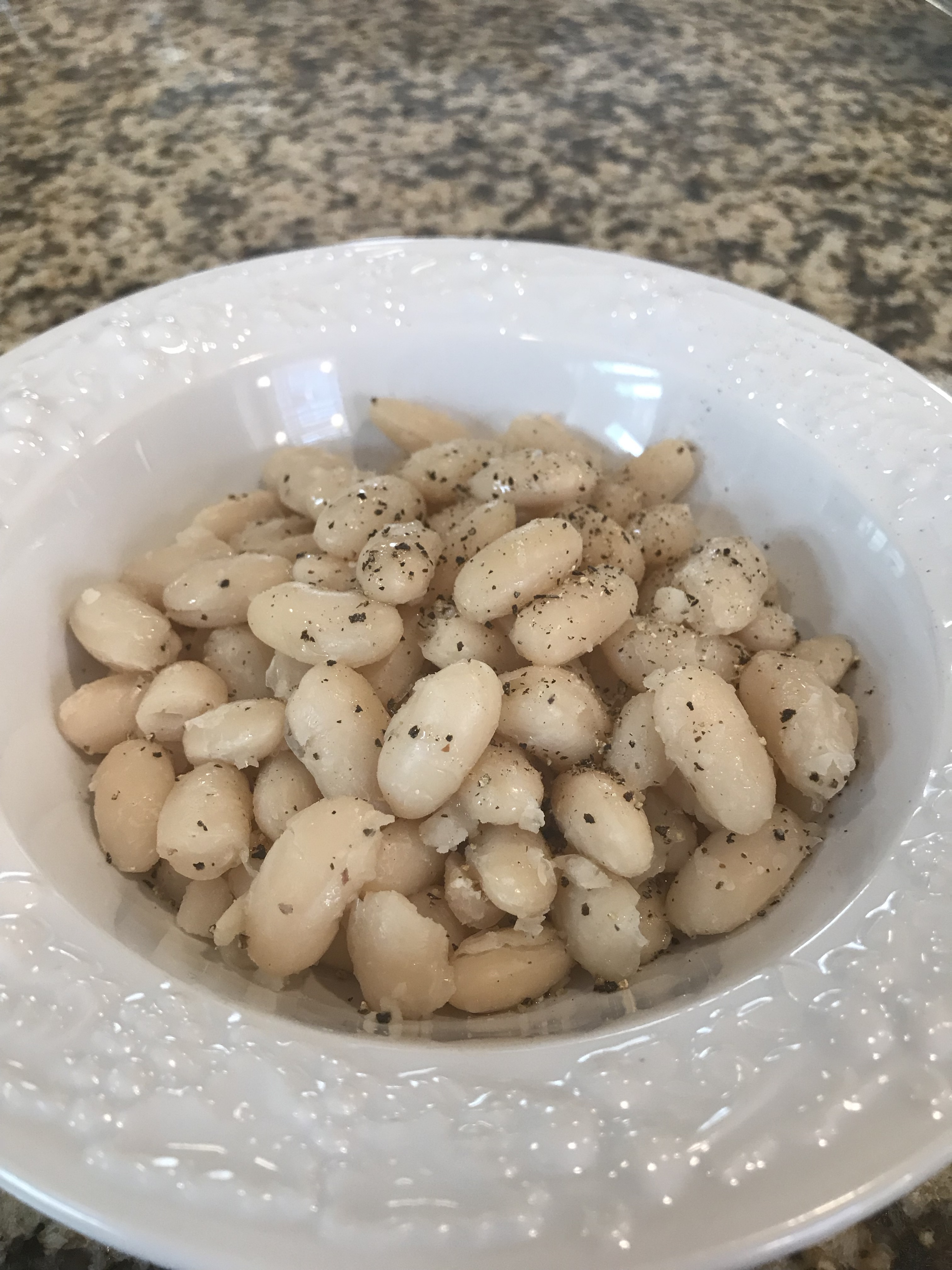
Feijão de Sorana cozido com azeite de oliva e pimenta

O feijão de Sorana (em italiano: fagiolo di Sorana) é um tipo de feijão cannellini cultivado perto da comuna (município) italiana de Sorana, ao longo do rio Pescia, na província de Pistoia, na Toscana. O cultivo é limitado a uma área microclimática extremamente pequena, com condições consideradas excelentes para o cultivo desse tipo de feijão, e a produção é baixa. A demanda é alta e os preços são de seis a dez vezes maiores do que os de outros feijões do mesmo tipo. Em 2002, recebeu a certificação de indicação geográfica protegida (IGP) da União Europeia. É considerado economicamente importante para a sobrevivência da agricultura no Vale de Pescia e, por isso, acredita-se que tenha ajudado a evitar a emigração da área.

## História
Nativos do Novo Mundo, os feijões teriam chegado a Roma em 1515:838 e à Toscana em 1528 e foram amplamente distribuídos no início do século XVII. No início do século XIX, os feijões cultivados em Sorana eram reconhecidos como de alta qualidade. O despovoamento da área causado pelas guerras mundiais quase resultou no fim do cultivo do feijão de Sorana na década de 1980. Em 1994, a variedade corria o risco de ser extinta.:xi A recuperação é creditada à associação sem fins lucrativos Associazione dei piccoli produttori del Fagiolo di Sorana Il Ghiareto ONLUS, um grupo de pequenos agricultores amadores que eram os únicos produtores remanescentes, formado em 1994.:183 Durante a década de 1990, em conjunto com o jornalista italiano Indro Montanelli e liderado pelo restaurador e fotógrafo Valdo Verreschi, que editou uma coletânea de trabalhos sobre o feijão em 1994,:viii o grupo promoveu a criação da IGP, o que incentivou mais moradores locais a recomeçar o cultivo do feijão. Em 2002, o feijão recebeu a certificação IGP.
Um feijão-vermelho cilíndrico também é cultivado na área e às vezes é chamado de Antico Rosso di Sorana. O feijão-branco às vezes é chamado de Bianco di Sorana quando os dois são mencionados. Ambos os feijões às vezes são chamados de soranini.

## Descrição e cultivo

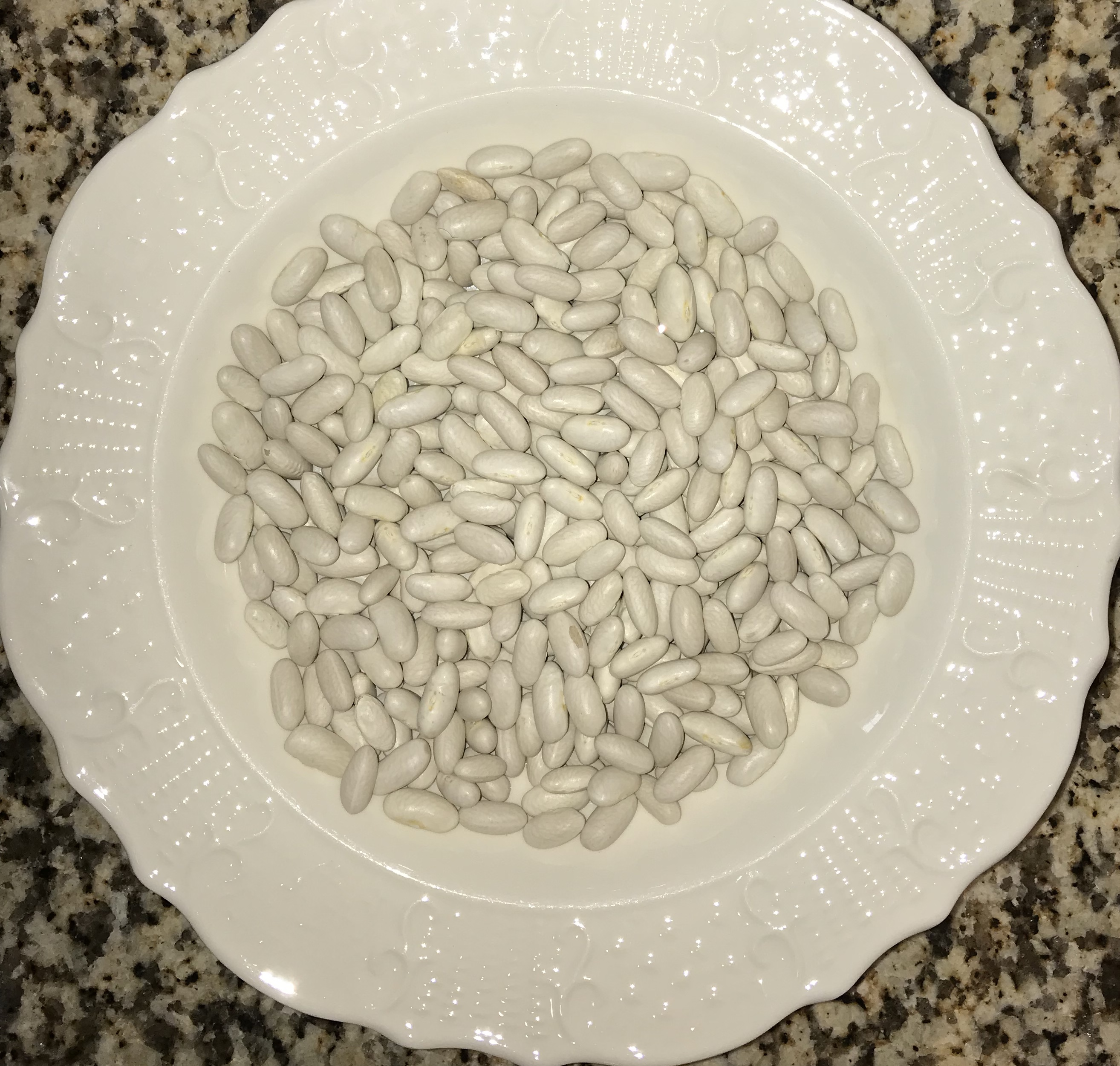
Feijão de Sorana seco

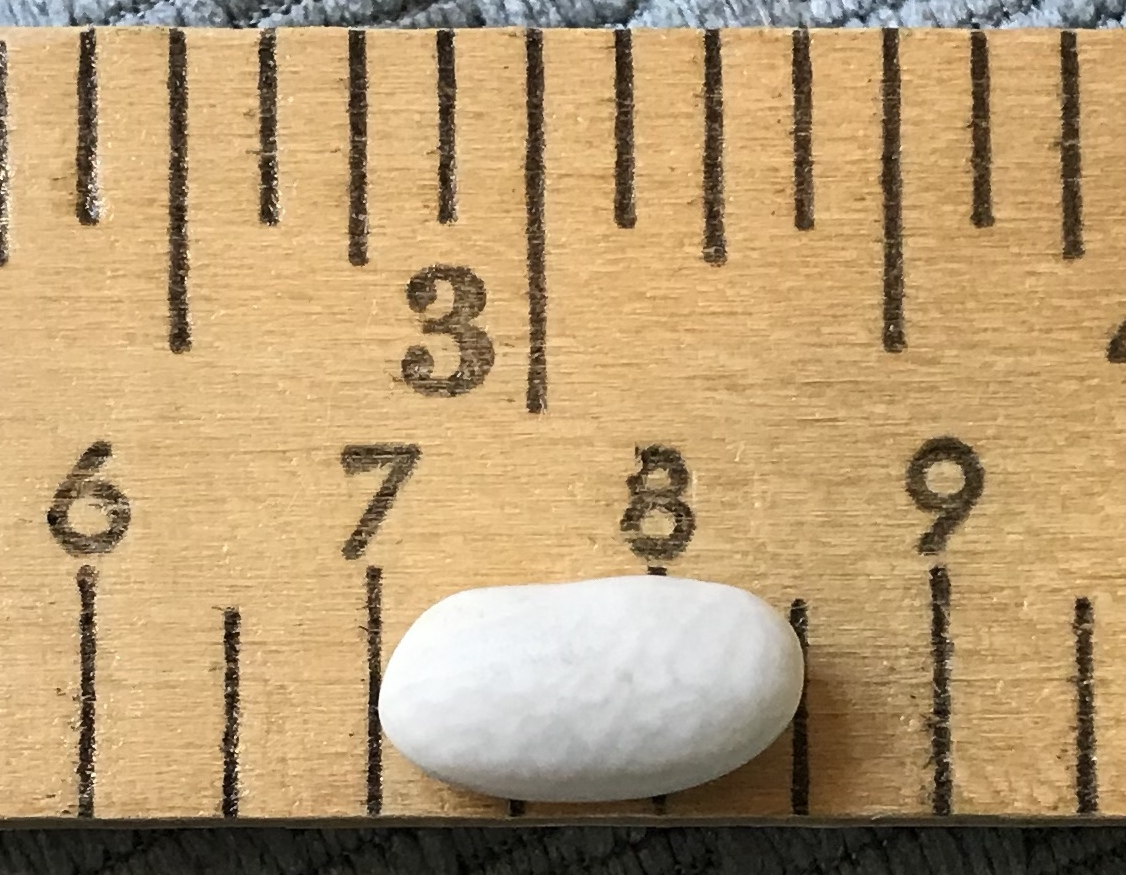
Feijão de Sorana seco

O Sorana é um membro do tipo trepadeira da espécie Phaseolus vulgaris L. O feijão tem 1,5 cm de comprimento, é branco perolado, brilhante e ligeiramente achatado, com uma casca tão fina que foi chamada de “imperceptível ao paladar”.:ix Na área de Sorana, eles são apelidados de piattellini por seu formato achatado (piatto). O feijão-vermelho tem uma casca mais grossa e um formato cilíndrico.
O feijão é cultivado em quantidades limitadas ao longo das margens leste e oeste da porção noroeste do rio Pescia, perto de Sorana, na Toscana, perto da base dos Apeninos, aproximadamente na metade do caminho entre Florença e Pisa. As técnicas agrícolas modernas geralmente não são possíveis nos pequenos lotes de terra adequados para o cultivo do feijão. A produção anual é pequena, com não mais de 660 hectares plantados a cada ano, geralmente por agricultores amadores ou de meio período. Um estudo de 2016 constatou que havia aproximadamente 40 produtores, quase metade dos quais não vendia comercialmente.
O plantio é feito durante a última lua de maio. Os feijões são cultivados em treliças de bambu de 2,5 metros de altura, e o solo deve ser mantido úmido. A colheita é feita de meados de agosto a meados de setembro:266 quando as vagens estão quase rachadas. Após a colheita manual, os feijões são secos ao sol por vários dias.

## Microclima

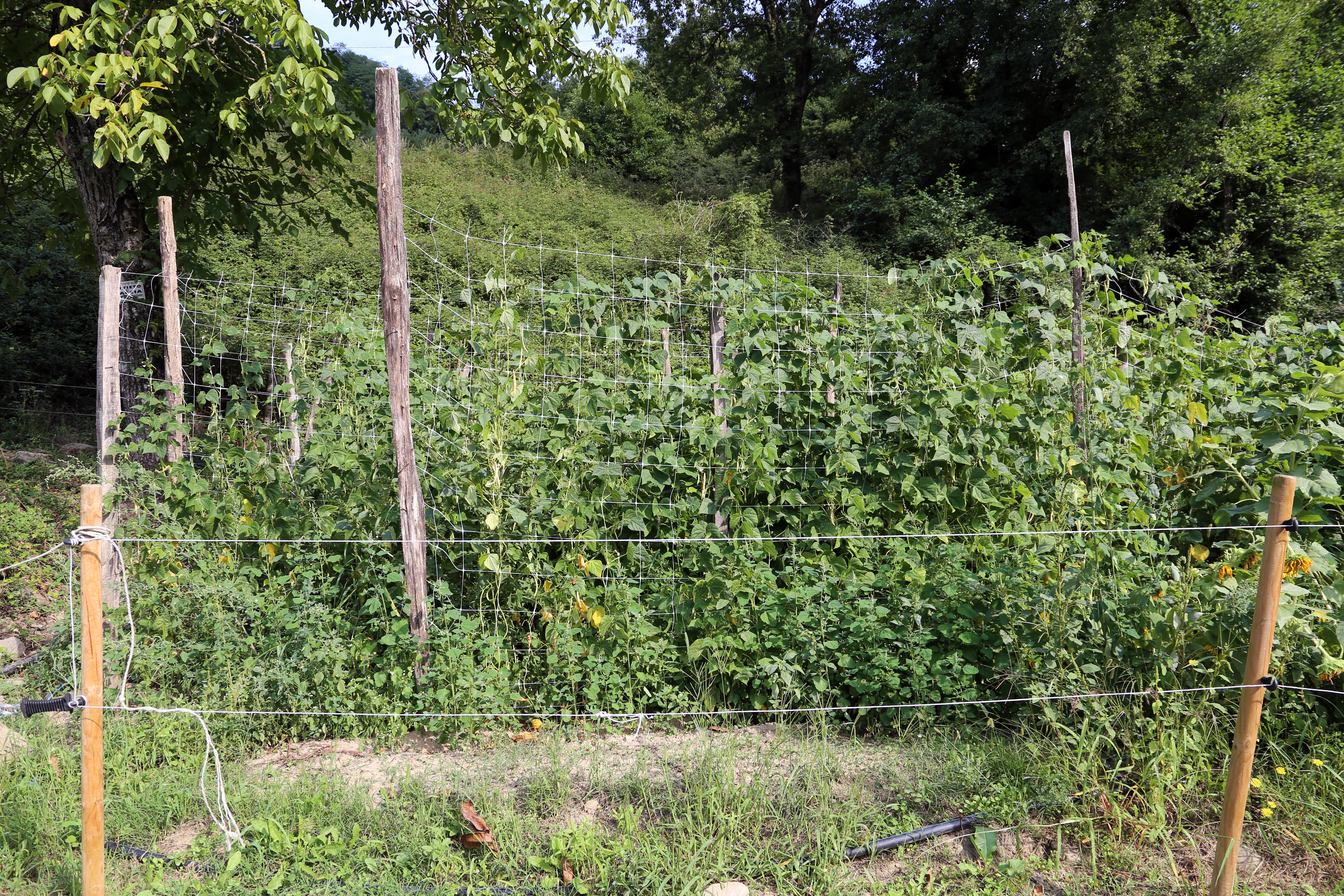
Cultivo de feijão de Sorana

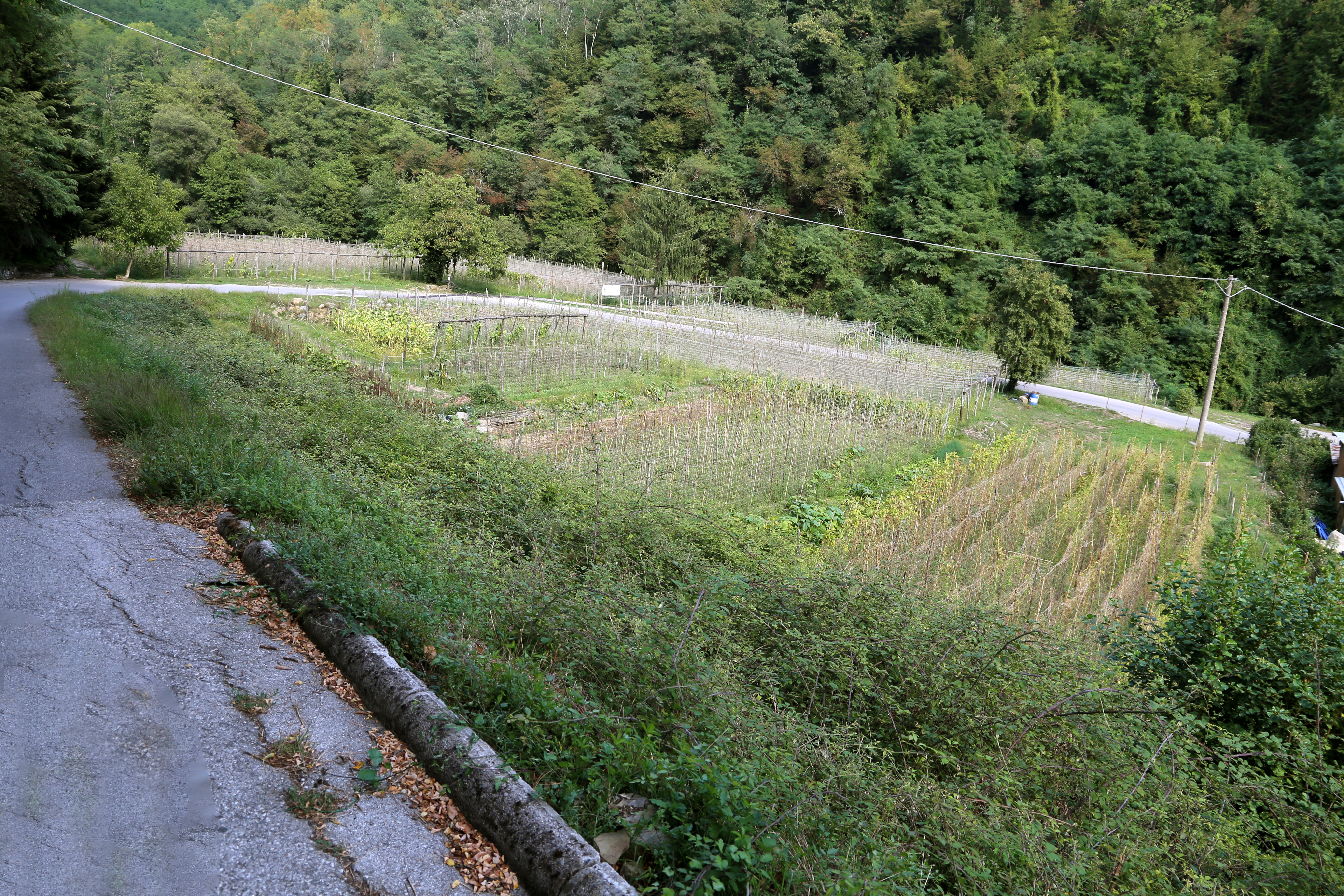
Campo de feijão de Sorana em um pequeno lote de terra

A presidência do Slow Food em Pescia e os regulamentos da IGP exigem que todos os feijões chamados “di Sorana” sejam cultivados no Vale de Pescia, na comuna (município) de Pescia, província de Pistoia. A área mais tradicional de cultivo são os hectares ao longo das margens do riacho, o Ghiareto, uma área com seu próprio microclima.:266 A área fica entre 220 e 750 metros acima do nível do mar, com solo arenoso pobre em minerais, cálcio e nitratos,:xi é úmida, com baixos níveis de sol e altos níveis de precipitação, incluindo fortes orvalhos noturnos, e é protegida de condições climáticas adversas, todas as condições consideradas excelentes para o cultivo desse tipo de feijão. O restaurador Verreschi, que cresceu na cidade onde seu pai cultivava o feijão,:iii chama isso de “um microclima incrível” e diz: “Você poderia plantar um feijão de Sorana em qualquer lugar - muitas pessoas tentaram - e você poderia obter um feijão, mas ele não se comportaria como um Sorana quando você o cozinhasse”. O escritor italiano de alimentos Davide Paolini escreveu que os mesmos feijões plantados em outros lugares não teriam nada em comum com os cultivados no Ghiareto.:xi 
A área de poggio ou planalto no Vale de Pescia começou a cultivar o feijão recentemente, causando algumas tensões entre os habitantes locais, pois a produção é maior nas áreas de poggio, de modo que esses agricultores podem pedir preços mais baixos.:266 A qualidade é maior na área de Ghiareto,:266 mas os agricultores de Ghiareto estavam preocupados com o fato de os consumidores não perceberem as razões por trás dos preços mais altos de Ghiareto. Como parte das negociações para as especificações do produto para a certificação IGP, os produtores concordaram em estender a proteção a ambas as áreas para permitir o aumento da quantidade total produzida, o que ajudaria a aumentar a visibilidade do feijão. Em troca, os produtores de Ghiareto podem colocar di Ghiareto em seus rótulos. O acordo também proibiu o uso de herbicidas, limitou o rendimento máximo permitido por hectare e forneceu uma descrição exata dos métodos de colheita permitidos.

## Economia e impacto
Mesmo na Toscana, o feijão é incomum e fora da Toscana, mesmo na Itália, pode ser “impossível encontrá-lo”. Em 1994, o escritor Paolini, descrevendo preços de 20.000 a 30.000 liras por quilograma, chamou-o de “o feijão mais caro do mundo”.:ix A revista Saveur de 2007 relatou que o preço do Sorana era dez vezes maior do que o de outros feijões cannellini. A fraude é comum,:272 um estudo de 2016 descobriu que os preços do Sorana são tipicamente seis a sete vezes mais altos do que os dos feijões padrão.:183:266
A Associação Ghiareto realiza festivais anuais no plantio e na colheita. O turismo e o desenvolvimento rural associados ao feijão de Sorana são considerados importantes,:264 e os acadêmicos William van Caenegem e Jen Cleary especularam que o apoio aos agricultores locais ajudou a evitar a emigração para outras áreas:268 e contribuiu para a sobrevivência da agricultura no Vale de Pescia.:272-273 
Um estudo de 2016 constatou que a certificação IGP do Sorana “apoiou a sobrevivência da agricultura nessa área e revitalizou o território marginalizado do vale do Sorana, facilitando a valorização de outros produtos, como o azeite de oliva extra virgem local, ou promovendo o turismo rural (restaurantes que oferecem cardápios especiais de feijão e agroturismo)”.

## Reconhecimento
O feijão foi reconhecido já no início do século XIX como sendo de qualidade superior. Em 1994, o escritor gastronômico Paolini o chamou de “o rei indiscutível dos feijões”.:viii Em 2002, o feijão recebeu a certificação IGP, um dos menores sistemas de produção da Toscana a receber essa designação.:264 Vários outros feijões italianos Phaseolus Vulgaris L., incluindo o Fagioli Bianchi di Rotonda, o Fagiolo Cannellino di Atina, o Fagiolo Cuneo, o Fagiolo di Lamon della Vallata Bellunese e o Fagiolo di Sarconi, também foram certificados.:843
O Slow Food inclui o Sorana em sua Arca do Gosto, um catálogo de alimentos tradicionais ameaçados de extinção, um dos seis feijões toscanos assim designados, incluindo o feijão-vermelho Lucca, o grão-de-bico Pergentino, o feijão chato Pietrasanta, o feijão Pratomagno Zolfino e o feijão Venanzio.
O New York Times o chamou de “talvez o feijão mais valorizado na terra dos chamados mangiafagioli (comedores de feijão)”, comparando-o com “a uva mais procurada na Borgonha”. A revista Saveur chamou o Sorana de “lendário”. O Food and Wine Lover's Companion to Tuscany o chamou de o melhor e mais celebrado feijão de uma área famosa por seus feijões.
O compositor Gioachino Rossini certa vez solicitou a Giovanni Pacini o pagamento de “alguns quilos desses preciosos grãos” para corrigir uma das partituras de Pacini. Pacini era de uma família toscana e viveu em Pescia e nas proximidades de Viareggio durante grande parte de sua vida.
Marcella Hazan chamou o Sorana de “o feijão mais precioso cultivado na Itália”.
Em 2019, o feijão de Sorana foi um dos 24 produtos IGP selecionados para exibição nas eleições para o Parlamento Europeu.